# Elnöki trófea

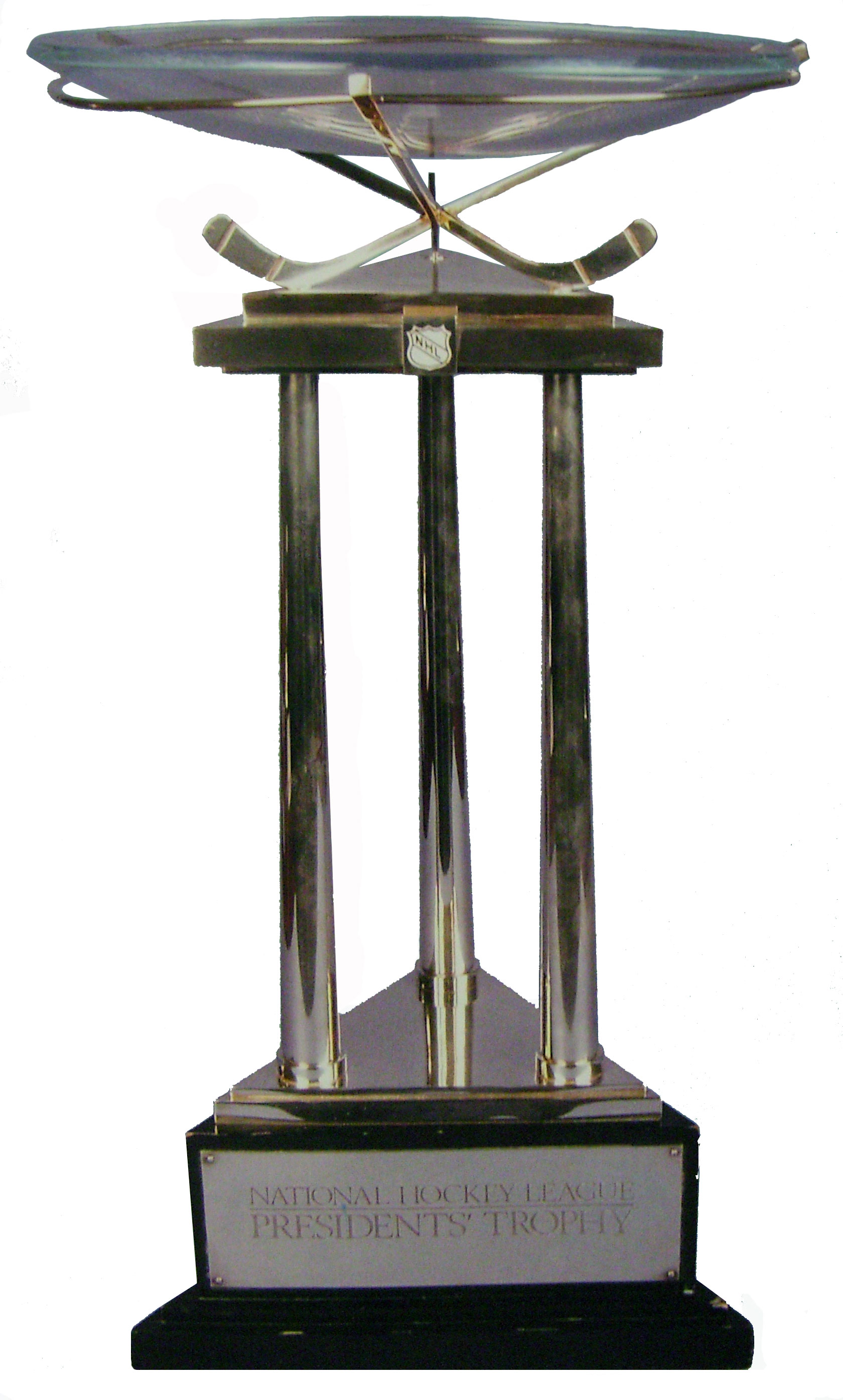
Az Elnöki trófea

Az Elnöki trófeát a National Hockey League-ben az alapszakasz során legtöbb pontot szerző csapat kapja meg. Ha több csapat között holtverseny alakul ki (ugyanannyi ponttal zárják az alapszakaszt), akkor az a klub kapja, amelyik a legtöbb győzelmet aratta. A nyertes csapat 350 000 dollár jutalmat is kap a trófea mellé. A díjat 1985-ben adták át először.

## A trófea története
Az Elnöki trófeát először az 1985–1986-os NHL-szezonban adták át. A nyertes csapat a trófeán kívül még 350 000 dollár jutalomban is részesül. Ezt az összeget a csapat játékosai között kell szétosztani. A trófea eddigi története során csak hét olyan csapatnak adták át, amelynek az átadás évében a bajnoki címért járó Stanley-kupát is sikerült megszereznie. Pedig az Elnöki trófea egyik előnye, hogy a díjban részesülő csapat négyszer hazai pályán játszhat a bajnoki címért vívott hét fordulós döntőben.
A Detroit Red Wings az egyetlen csapat amely több, mint négy alkalommal nyerte el a trófeát. Ez idáig hatszor szerezték meg a díjat.

## A díjban részesült csapatok listája
| Év        | Nyertes csapat      | # | Pontok | Rájátszás végeredménye              |
| --------- | ------------------- | - | ------ | ----------------------------------- |
| 2024–2025 | Winnipeg Jets       | 1 | 116    |                                     |
| 2023–2024 | New York Rangers    | 4 | 114    | Vesztett a főcsoport döntőben       |
| 2022–2023 | Boston Bruins       | 4 | 135    | Vesztett a főcsoport negyeddöntőben |
| 2021–2022 | Florida Panthers    | 1 | 122    | Vesztett a főcsoport elődöntőben    |
| 2020–2021 | Colorado Avalanche  | 3 | 082    | Vesztett a főcsoport elődöntőben    |
| 2019–2020 | Boston Bruins       | 3 | 100    | Vesztett a főcsoport elődöntőben    |
| 2018–2019 | Tampa Bay Lightning | 1 | 128    | Vesztett a főcsoport negyeddöntőben |
| 2017–2018 | Nashville Predators | 1 | 117    | Vesztett a főcsoport elődöntőben    |
| 2016–2017 | Washington Capitals | 3 | 118    | Vesztett a főcsoport elődöntőben    |
| 2015–2016 | Washington Capitals | 2 | 120    | Vesztett a főcsoport elődöntőben    |
| 2014–2015 | New York Rangers    | 3 | 113    | Vesztett a főcsoport döntőben       |
| 2013–2014 | Boston Bruins       | 2 | 117    | Vesztett a főcsoport elődöntőben    |
| 2012–2013 | Chicago Blackhawks  | 2 | 077    | Megnyerte a Stanley-kupát           |
| 2011–2012 | Vancouver Canucks   | 2 | 111    | Vesztett a főcsoport negyeddöntőben |
| 2010–2011 | Vancouver Canucks   | 1 | 117    | Vesztett a Stanley-kupa döntőben    |
| 2009–2010 | Washington Capitals | 1 | 121    | Vesztett a főcsoport negyeddöntőben |
| 2008–2009 | San Jose Sharks     | 1 | 117    | Vesztett a főcsoport negyeddöntőben |
| 2007–2008 | Detroit Red Wings   | 6 | 115    | Megnyerte a Stanley-kupát           |
| 2006–2007 | Buffalo Sabres      | 1 | 113    | Vesztett a főcsoport döntőben       |
| 2005–2006 | Detroit Red Wings   | 5 | 124    | Vesztett a főcsoport negyeddöntőben |
| 2004–2005 | lockout             |   |        |                                     |
| 2003–2004 | Detroit Red Wings   | 4 | 109    | Vesztett a főcsoport elődöntőben    |
| 2002–2003 | Ottawa Senators     | 1 | 113    | Vesztett a főcsoport döntőben       |
| 2001–2002 | Detroit Red Wings   | 3 | 116    | Megnyerte a Stanley-kupát           |
| 2000–2001 | Colorado Avalanche  | 2 | 118    | Megnyerte a Stanley-kupát           |
| 1999–2000 | St. Louis Blues     | 1 | 114    | Vesztett a főcsoport negyeddöntőben |
| 1998–1999 | Dallas Stars        | 2 | 114    | Megnyerte a Stanley-kupát           |
| 1997–1998 | Dallas Stars        | 1 | 109    | Vesztett a főcsoport döntőben       |
| 1996–1997 | Colorado Avalanche  | 1 | 107    | Vesztett a főcsoport döntőben       |
| 1995–1996 | Detroit Red Wings   | 2 | 131    | Vesztett a főcsoport döntőben       |
| 1994–1995 | Detroit Red Wings   | 1 | 070    | Vesztett a Stanley-kupa döntőben    |
| 1993–1994 | New York Rangers    | 2 | 112    | Megnyerte a Stanley-kupát           |
| 1992–1993 | Pittsburgh Penguins | 1 | 119    | Vesztett a divízió döntőben         |
| 1991–1992 | New York Rangers    | 1 | 105    | Vesztett a divízió döntőben         |
| 1990–1991 | Chicago Blackhawks  | 1 | 106    | Vesztett a divízió döntőben         |
| 1989–1990 | Boston Bruins       | 1 | 101    | Vesztett a Stanley-kupa döntőben    |
| 1988–1989 | Calgary Flames      | 2 | 117    | Megnyerte a Stanley-kupát           |
| 1987–1988 | Calgary Flames      | 1 | 105    | Vesztette a divízió döntőben        |
| 1986–1987 | Edmonton Oilers     | 2 | 105    | Megnyerte a Stanley-kupát           |
| 1985–1986 | Edmonton Oilers     | 1 | 119    | Vesztett a divízió döntőben         |